# Бхавана
Бхавана (пали bhāvanā) буквально означает «развитие» или «взращивание» или «вырабатывание/культивирование» в смысле «призыв к существованию». Это важное понятие в буддийской практике (пали patipatti). Часто бхавана встречается в словосочетании, например, читта-бхавана (развитие или взращивание сердца/ума) или метта-бхавана (развитие/культивирование любящей доброты). Сам по себе термин бхавана означает созерцание и «духовное взращивание/совершенствование» в целом.

## Этимология
Слово бхавана происходит от каузативной основы корня bhū — «быть» с аффиксом значения процессуальности. Его буквальное значение — «давать возможность быть, приводить к бытию, вводить в бытие, проявлять».
Поясняя культурный контекст применения термина историческим Буддой, буддолог Гленн Уоллис подчеркнул в качестве смысла взращивание/культивирование. Он пишет, что фермер совершает бхавану, когда готовит почву и сажает семена. Уоллис делает вывод о намерении Будды использовать именно этот термин, чтобы сделать упор на местность и земледелие в тогдашней северной Индии:
Я представляю, что когда Готама, Будда, выбрал это слово для разговора о медитации, он имел в виду привычные фермы и поля своей родной Индии. В отличие от наших слов «медитация» или «созерцание», термин Готамы пахучий, сочный и зеленеющий. Он наполнен запахом земли. Привычность выбранного им термина предполагает естественность, повседневность, обыденность. Этот термин также подаёт надежду: каким бы запущенным или испорченным ни было поле, его всегда можно возделывать — бесконечно улучшать, обогащать, развивать, — чтобы получить благодатный и обильный урожай.
Культивирование чего-либо подразумевает совершение комплекса действий, зависящих от внешних обстоятельств. Этому комплексу присущи собственные технологии и поэтапность. Именно таким представлен путь буддийской практики в тексте «Бхавана-крама» Камалашилы.

## В буддизме
В Палийском каноне бхавана часто встречается в составной форме, указывающей на личные, преднамеренные усилия, прикладываемые в течение некоторого времени для развития какой-то конкретной способности. Например, в Палийском каноне и постканонической литературе можно найти следующие сочетания:
- читта-бхавана, пали cittabhāvanā — развитие ума или развитие сознания;
- кая-бхавана, пали kāyabhāvanā — развитие тела»;
- метта-бхавана , пали mettābhāvanā — культивирование или развитие доброжелательности/любящей доброты;
- пання-бхавана, пали paññābhāvanā — развитие мудрости/понимания;
- самадхи-бхавана, пали samādhibhāvanā — развитие концентрации».

Кроме того, в Каноне восхваляется развитие (бхавана) саматхи-випассаны. Впоследствии учителя тхеравады использовали следующие сочетания:
- саматха -бхавана, пали samatha-bhāvanā — развитие спокойствия.
- випассана -бхавана пали vipassanā-bhāvanā — развитие прозрения.

Понятие «бхавана-марга» является элементом интерпретации доктрины о пяти стадиях Пути Великой колесницы. 
Слово бхавана иногда переводится как «медитация». Таким образом, метта-бхавана может быть переведена как «медитация на любящей доброте». Например, книга Лиа Вейсс «The Little Book of Bhavana: Thai Secrets of Everyday Resilience» (в русском издании «Бхавана. Медитация, которая помогла тайским мальчикам выжить в затопленной пещере»). 
В Бхавана-сутте («Развитие») АН 7.71  Будда приводит пример с курицей, которой необходимо высиживать яйца, если она хочет, чтобы из них вылупились цыплята. Аналогично и монах, который хоть и желает освободиться от пятен, но всё-же не тренирует ум и не развивает 7 наборов качеств, способствующих просветлению (четыре основы осознанности, четыре правильных усилия,  четыре основы сверхъестественных сил, пять способностей, пять сил, семь факторов просветления и Благородный восьмеричный путь), не очистит его от загрязнений.  